# 都会の世紀末
『都会の世紀末』（The Star Witness）は、ワーナー・ブラザース製作・配給、ウィリアム・A・ウェルマン監督による1931年のアメリカ合衆国のクライム・ドラマ映画である。ウォルター・ヒューストン、フランシス・スター、グラント・ミッチェル、チック・セールらが出演する。第5回アカデミー賞では原案賞にノミネートされた。
フィルムはアメリカ議会図書館に現存する。

## キャスト
- ウォルター・ヒューストン
- フランシス・スター（英語版）
- グラント・ミッチェル（英語版）
- サリー・ブレーン
- ラルフ・インス
- エドワード・J・ニュージェント（英語版）
- ディッキー・ムーア（英語版）
- ナット・ペンドルトン（英語版）
- ジョージ・アーネスト（英語版）
- ラッセル・ホプトン（英語版）
- チック・セール（英語版）